# Schloss Crottorf

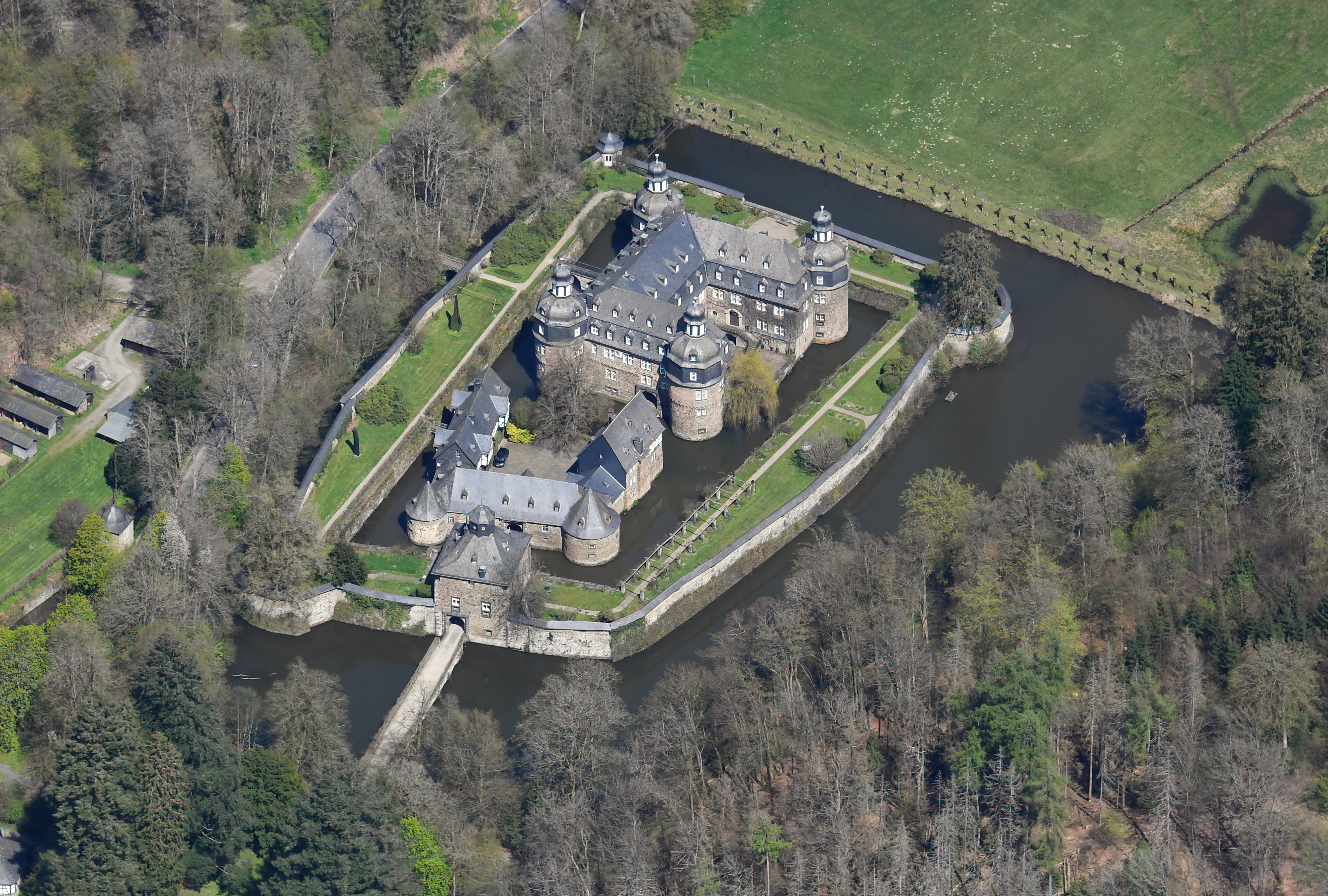
Schloss Crottorf, Luftaufnahme (2023)

Das Schloss Crottorf, gelegentlich auch Schloss Krottorf geschrieben, ist ein Wasserschloss im Wildenburger Land zwei Kilometer westlich des Ortes Friesenhagen in der gleichnamigen Ortsgemeinde, die im Landkreis Altenkirchen im Nordosten von Rheinland-Pfalz und nahe der Grenze zu Nordrhein-Westfalen liegt. Es steht im Tal der Wisser auf den Fundamenten einer mittelalterlichen Wasserburg, die in der ersten Hälfte des 14. Jahrhunderts erstmals urkundlich genannt wurde.

## Geschichte

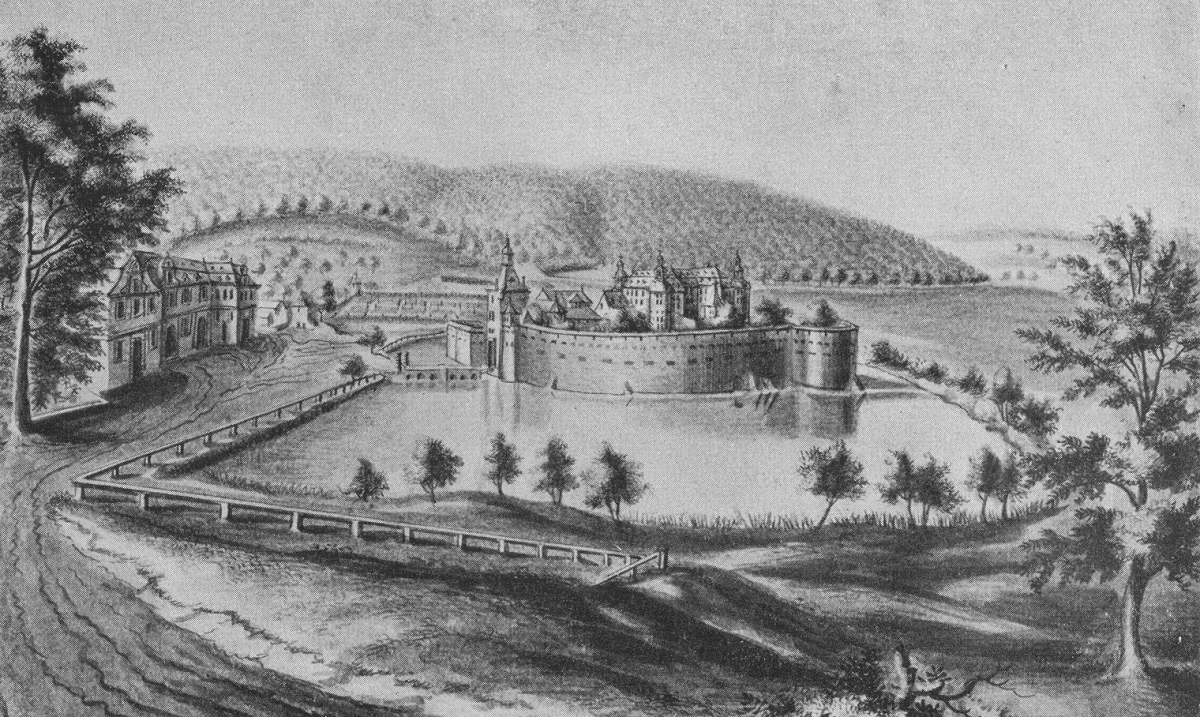
Tuschezeichnung des Schlosses von Renier Roidkin, etwa 1725

Der Name Crottorf ist mit dem Ritter Ludwig dem Schwarzen von Crottorf, einem Lehnsmann der Edelherren von Wildenburg, seit 1261 urkundlich belegt, jedoch wird eine gleichnamige Anlage erst 1326 erwähnt. Zu jener Zeit war sie ein Lehen der Grafen von Sayn und im Besitz der Brüder Johann und Arnold von Selbach, Söhnen des 1288 urkundlich genannten Ritters Eberhard von Selbach. Den Rittern von Selbach gelang es, ihren Wohnsitz aus der Lehnsabhängigkeit zu lösen und zu ihrem Allod zu machen. Gelegenheit dazu bot ihnen der kinderlose Tod Hermanns von Wildenburg im Jahr 1418. Über dessen Schwester Jutta, die mit dem Ritter Johann von Hatzfeld verheiratet war, kam das Erbe an ihren Sohn Godhard, doch die Familie musste ihren Anspruch gegen die Grafen von Sayn behaupten, welche die reichsunmittelbare Herrschaft Wildenburg als erledigtes Mannlehen einziehen wollten. In den 18 Jahre dauernden Auseinandersetzungen standen die Selbacher treu zu den Wildenburgern, sodass Godhards Söhne Johann und Ludwig vier Jahre nach dem Tod ihres Vaters ihre Schwester Katharina 1424 „aus Gunst und Freundschaft“ mit Christian von Selbach zu Crottorf vermählten und der Braut den Hof Crottorf mit den dazugehörigen Ländereien als Mitgift gaben.
Christians Enkel, Johann von Selbach, Marschall des Herzogtums Berg, ließ den Hof um 1550 zu einer ansehnlichen Wasserburg umbauen. Zuvor bestand die Anlage vermutlich nur aus einem einfachen Burghaus (festes Haus) mit zwei bis drei Geschossen, das von einem Wassergraben umgeben war. Nach dem Ausbau präsentierte sich Crottorf als ein stark befestigter Zweiflügelbau mit drei Geschossen, dessen Außenwerke heute noch vorhanden sind. Zwei Bastionen an der Nordost- und der Südwest-Ecke werden auf einer Ansicht, die um 1600 entstanden ist, als mächtige Rondelltürme dargestellt. Johann von Selbach verheiratete seine jüngste Tochter Katharina (die spätere Erbin Crottorfs) 1559 mit Wilhelm von Hatzfeld zu Wildenburg. Das Paar begründete die Linie Hatzfeld-Wildenburg-Crottorf. Wilhelm trat das Erbe in Crottorf nach dem Tod seines Schwiegervaters 1563 an. Sein Sohn Sebastian I. ließ die Anlage seines Großvaters in zwei Bauphasen von 1605 bis 1607 sowie von 1619 bis 1622 gründlich renovieren und verschönern. Zuvor hatte Sebastian der Ringmauer gegen Ende des 16. Jahrhunderts ihr heutiges Aussehen mit gedecktem Wehrgang über einem Rundbogenfries gegeben. Die Mauer konnte jedoch während des Dreißigjährigen Kriegs nicht verhindern, dass marodierende schwedische Soldaten das Schloss 1631 einnahmen. 1635 wurde die Crottorfer Linie der Familie von Hatzfeld in den Reichsgrafenstand, 1748 sogar zu Reichsfürsten erhoben.
Nach dem Tod Sebastians I. folgte ihm sein Sohn Melchior als Schlossbesitzer, der von seinem jüngeren Bruder Hermann von Hatzfeld beerbt wurde. Dieser residierte auf Schloss Haltenbergstetten in Mittelfranken, sodass die Crottorfer Anlage bis 1665 keine Rolle als Wohnsitz spielte. Ab Mitte der 1660er Jahre ließ Hermann das Schloss jedoch im Stil des Barocks um- und ausbauen. Dabei erhielt der Nordflügel des Hochschlosses zwei weitere runde Ecktürme, sodass nun alle Ecken des Haupthauses mit Türmen besetzt waren und damit dem barocken Ideal der Symmetrie entsprachen. Außerdem verpflichtete der Schlossherr den italienischen Stuckateur Giovanni Domenico Rosso, der für die Innendekoration verschiedener Räume verantwortlich zeichnete, so zum Beispiel für die wertvollen Stuckaturen des ehemaligen Jagdzimmers, das heute als Vestibül dient. Die Umbauarbeiten kamen erst unter Hermanns Sohn Sebastian II. zum Abschluss. Letzter errichteter Neubau war der gewaltige Torturm aus den Jahren 1684/85. In der Zeit von 1720 bis 1722 erfuhr das Hauptgebäude eine Modernisierung. Der später für den Kölner Kurfürsten Clemens August von Bayern in Brühl tätige Stuckateur Giuseppe Artario stattete zur gleichen Zeit den großen Festsaal des Schlosses mit einer Stuckdecke im Stil der Régence aus. Mit dem Tod des Grafen Lothar Franz von Hatzfeld im Jahr 1722 büßte Schloss Crottorf jedoch seine Funktion als Hauptwohnsitz der Familie ein, denn der Erbe Franz von Hatzfeld residierte hauptsächlich im niederschlesischen Trachenberg. Bis 1726 wohnte noch die Witwe des 1708 verstorbenen Sebastian II., Anna-Elisabeth von Kesselstadt, im Schloss, dann aber wurde die Anlage nur noch selten genutzt. Eine Tuschezeichnung des wallonischen Malers Renier Roidkin zeigt sie um das Jahr 1725.
Mit Fürst Friedrich Cajetan starb die Crottorfer Linie der Familie, die sich seit dem 17. Jahrhundert Hatzfeld-Gleichen-Trachenburg nannte, 1794 aus. Der Besitz kam zu gleichen Teilen an die Familien von Hatzfeld-Werther-Schönstein und von Hatzfeld-Wildenburg-Weisweiler, um 1830 schließlich Alleinbesitz der letztgenannten Linie zu werden. 40 Jahre später wurde diese gefürstet. Hermann von Hatzfeldt-Wildenburg und seine Frau Maria von Stumm ließen Schloss Crottorf von 1923 bis 1927 renovieren, woran eine Gedenktafel in der Tordurchfahrt des Hochschlosses erinnert. Mit ihrem Sohn Franz-Hermann Fürst von Hatzfeld-Wildenburg starb die Linie 1941 im Mannesstamm aus. Nach dem Tod seiner Mutter kam die Schlossanlage 1954 an Franz-Hermanns Schwester Ursula. Sie hinterließ den Besitz 1969 ihrem Neffen Hermann Graf Hatzfeldt-Wildenburg-Dönhoff, den sie zuvor adoptiert hatte.

## Beschreibung

Lageplan der Schlossanlage

Schloss Crottorf ist eine zweiteilige Anlage, die aus einem Hochschloss und einer südwestlich vorgelagerten Vorburg besteht. Die beiden Gebäudekomplexe befinden sich auf zwei durch eine mehrbogige Brücke miteinander verbundenen Inseln, die von einem inneren Schlossgraben umgeben sind. Außerhalb dieses Wassergrabens befindet sich an allen vier Seiten eine Rasenterrasse, die früher einmal der Burgwall war. Dort findet sich auf der östlichen Längsseite ein zweigeschossiger Pavillonturm, das einzige erhaltene Relikt des ehemaligen barocken Gartenparterres.
Auf der östlichen Längsseite der Rasenterrasse steht ein Denkmal von Alexander Liberman zu Ehren der hingerichteten Beteiligten am Attentat auf Adolf Hitler, das die am 11. März 2002 auf Crottorf verstorbene Die Zeit-Mitherausgeberin Marion Gräfin Dönhoff im Jahr 1990 dort aufstellen ließ. Die abstrakte Skulptur mit der Inschrift „Den Freunden vom 20. Juli 1944 zum Gedächtnis“ weist die Namen Peter Yorck von Wartenburg, Adam von Trott zu Solz, Friedrich-Werner von der Schulenburg, Heinrich von Lehndorff, Kurt von Plettenberg und Nikolaus von Üxküll auf.
Das gesamte Schlossareal liegt inmitten eines 176 × 120 Meter großen Schlossteichs und ist allseitig von einer Ringmauer mit Schießscharten eingefasst, die an der Südwest- sowie Nordost-Ecke bastionsartig ausgeformt ist. Ihr Rundbogenfries an der Außenseite markiert das Niveau des umlaufenden, überdachten Wehrgangs. Früher stand südlich des Teichs ein 1712 bis 1714 errichtetes, dreiflügeliges Wirtschaftsgebäude, das aber in der zweiten Hälfte des 19. Jahrhunderts wieder abgerissen wurde.
Die Schlosshöfe sowie die Außenanlagen können gegen Entgelt besichtigt werden, die Innenräume stehen Besuchern jedoch nicht offen.

### Torbau und Vorburg

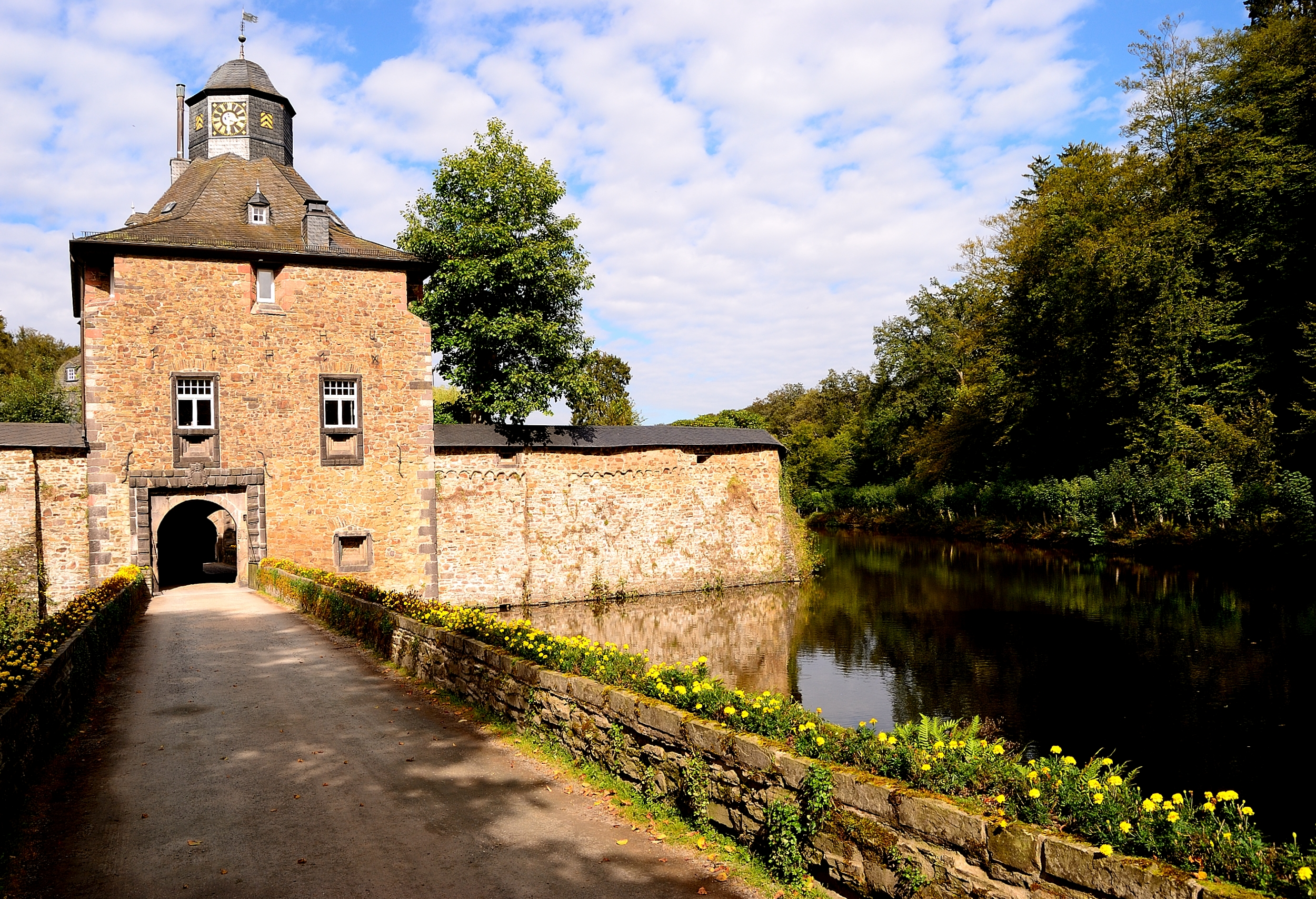
Torbau des Schlosses

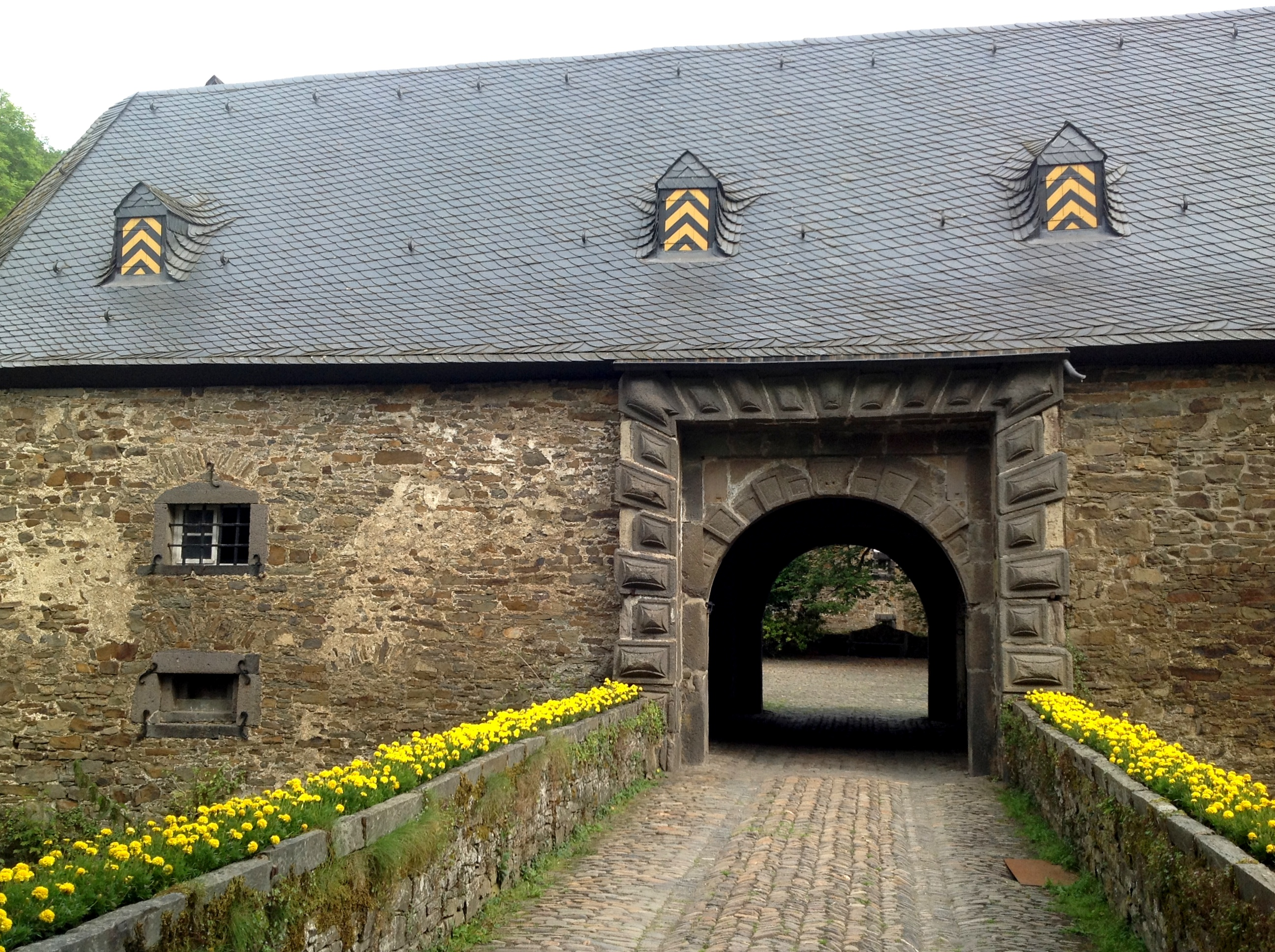
Tordurchfahrt der Vorburg

Eine 45 Meter lange, siebenbogige Steinbrücke führt im Süden über den Schlossteich zum wuchtigen Torbau der Anlage. Die Bogenbrücke überspannt jedoch nicht die gesamte Wasserbreite, sodass ein letztes, kleines Stück von einer heruntergelassenen hölzernen Zugbrücke überwunden wird. Der quadratische Torturm besitzt drei Geschosse, die von einem achtseitigen, abknickenden Helm bedeckt sind. Dieser wurde nach einem Brand 1909 wiederhergestellt und besitzt eine geschlossene Laterne mit Uhr als oberen Abschluss. Eiserne Maueranker an der Außenseite des Turms datieren ihn in das Jahr 1685, womit er das jüngste Gebäude der Schlossanlage ist. Weitere Eisenanker in Form der Buchstaben S G V H V Z G H Z W weisen Sebastian Graf von Hatzfeld und zu Gleichen, Herr zu Wildenburg als Bauherrn aus. Über der rundbogigen Einfahrt mit einer von Spundquadern umgebenen Zugbrückenblende prangt in Stein das Wappen der Familie von Hatzfeld.
Über eine weitere steinerne Bogenbrücke über den inneren Schlossgraben erreicht der Besucher die Rundbogeneinfahrt im eingeschossigen Südflügel der u-förmigen Vorburg, deren drei Flügel heute Wohnungen und Garagen beherbergen. Die Hufeisenform ist nach Norden zur Kernburg geöffnet und besitzt an den beiden südlichen Ecken zwei niedrige Rundtürme zur Verteidigung des Zugangs. Die Türme sind von achtseitigen, nahezu kegelförmigen Helmen bedeckt, deren Wetterfahnen die Jahreszahlen 1671 und 1678 zeigen. West- und Ostflügel der Vorburg sind im Gegensatz zum Südflügel zweigeschossig und besitzen jeweils ein Obergeschoss aus Fachwerk. Das erste Geschoss des Osttrakts stammt noch aus dem 15. Jahrhundert und ist mit zwei Fachwerkerkern aus der Zeit um 1675 ausgestattet. An einem von ihnen ist eine Sonnenuhr aus dem 18. Jahrhundert montiert. Die Nordseite des Vorburghofs ist von einer niedrigen Mauer begrenzt.

### Kernburg

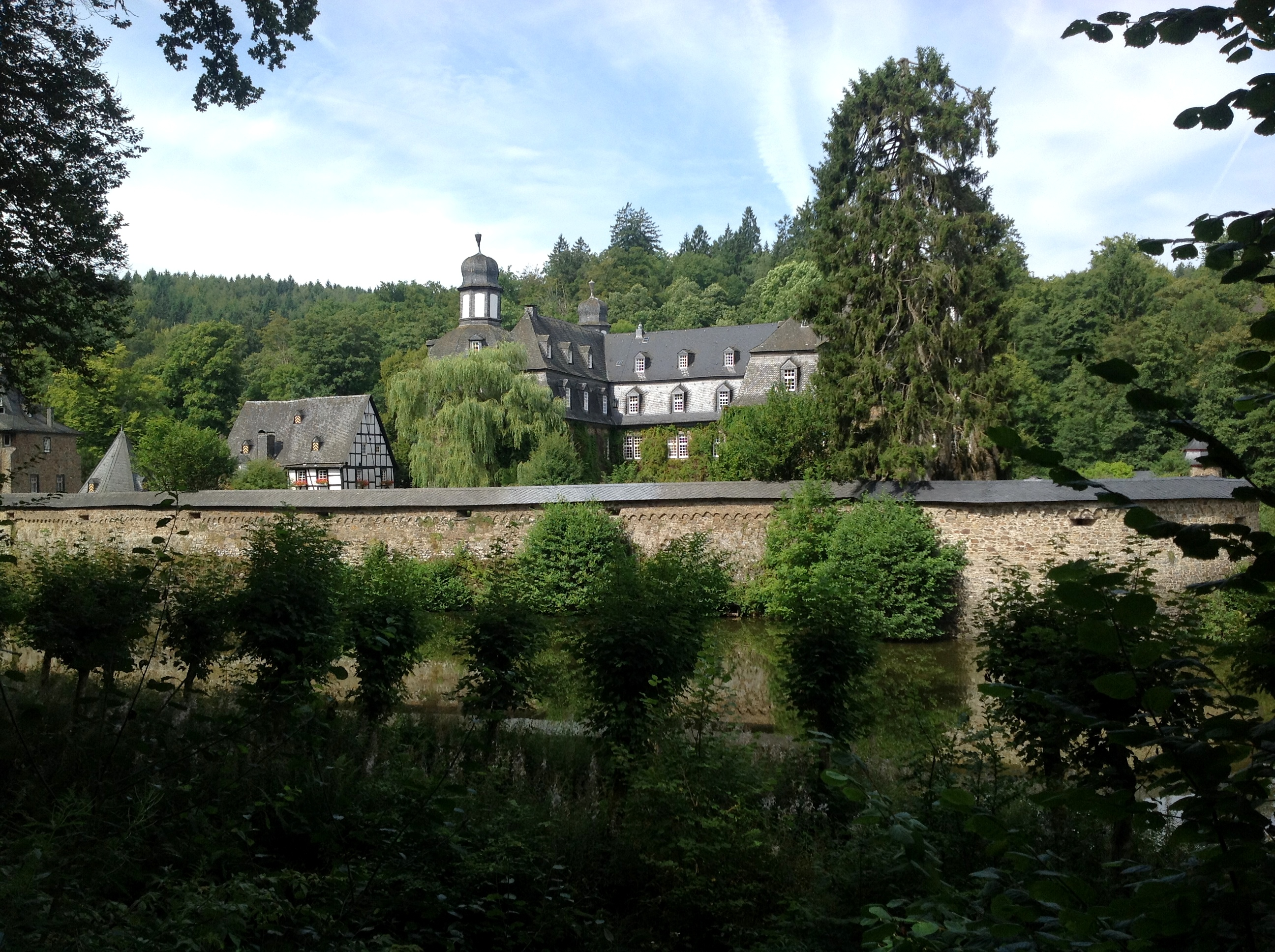
Ostansicht des Schlosses

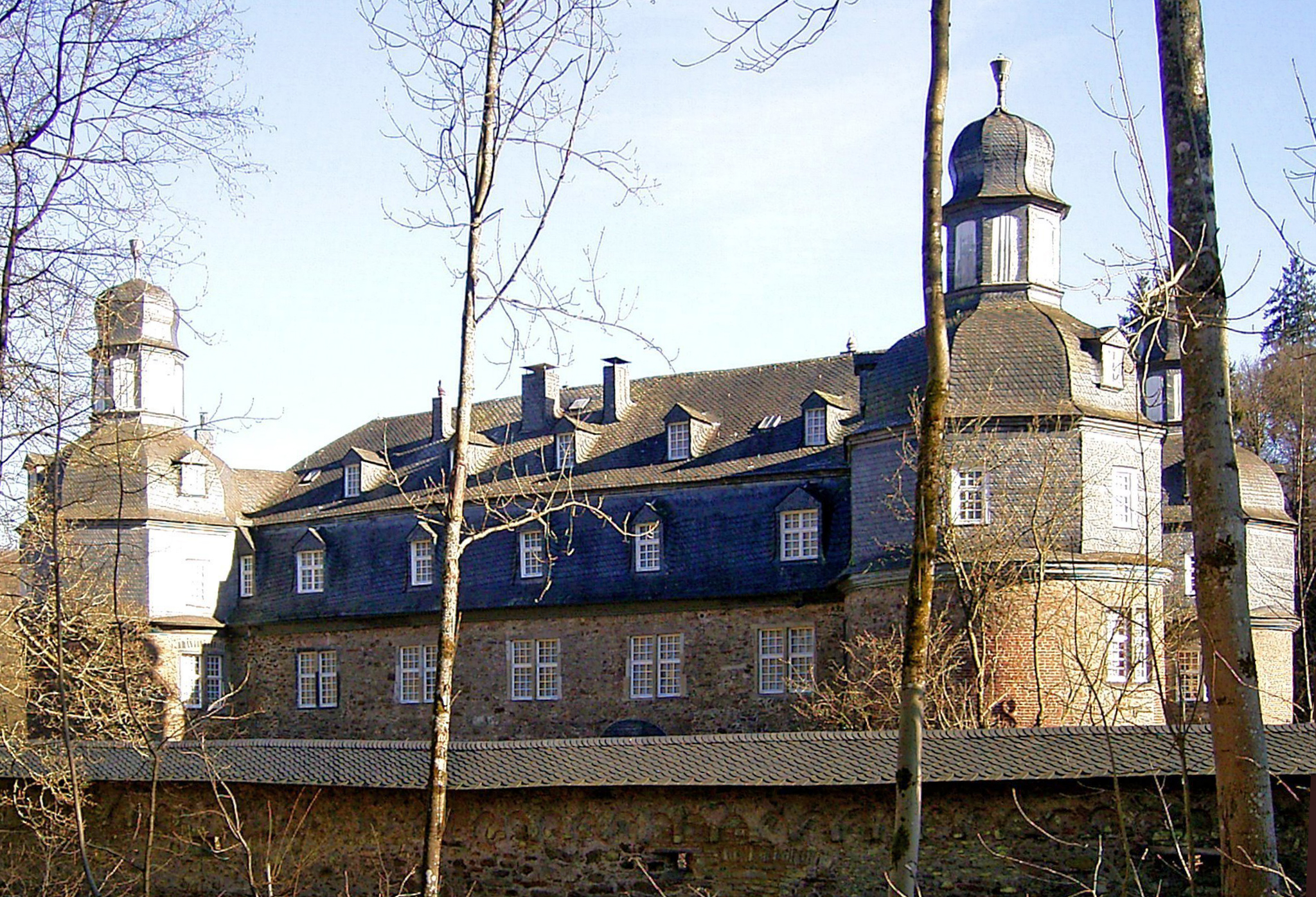
Die Kernburg des Schlosses, Westseite

Die dreiflügelige Hauptburg stammt im Kern aus dem 16. Jahrhundert. Ihre zwei Geschosse aus Bruchsteinmauerwerk erheben sich auf einem hohen Kellergeschoss mit Schießscharten und werden von Mansarddächern aus den 1920er Jahren abgeschlossen. Die vier Ecken des Gebäudes markieren wuchtige, dreigeschossige Ecktürme mit einem Durchmesser von 8,30 Meter. Ihre polygonalen, schiefergedeckten Welschen Hauben werden von geschlossenen achtseitigen Laternen bekrönt und stammen vom Ende des 18. Jahrhunderts. Die zwei Geschosse der beiden südlichen Türme werden durch einen Rundbogenfries gut sichtbar voneinander abgegrenzt. Der Fries setzt sich an der Außenseite des Südflügels fort und gibt ihm dadurch eine horizontale Gliederung. Dort findet sich auch das rundbogige Portal der Kernburg, das seine heutige, dem Tor der Vorburg nachempfundene, Gestalt bei einer durchgreifenden Renovierung in den 1920er Jahren erhielt. An diese erinnert eine Steintafel an der rechten Seite der Tordurchfahrt. Ihr gegenüber liegt der zur gleichen Zeit neu geschaffene Haupteingang der Kernburg. Hofseitig besitzt der Südflügel im Erdgeschoss eine flachbogige Arkade im Stil der Renaissance. Mittig darüber findet sich ein mit Löwenköpfen verzierter Konsolstein, der früher einen Erker trug. Die hofseitigen Fassaden aller Flügel zeigen rechteckige Zwillingsfenster mit Basalt- und Sandsteingewänden. Auffälligstes Merkmal des Nordostflügels ist sein von einer breiten Sandsteinblende eingefasster Rundbogeneingang, zu dem eine 1927 neu angelegte Treppe hinaufführt.
Während die Gebäudeflügel im Nordosten und Süden jeweils nur die Tiefe von einem Zimmer aufweisen, ist der Nordwest-Trakt zwei Zimmer tief. Dort befindet sich im ersten Geschoss zur Hofseite der vierfenstrige Festsaal. Er bildet zugleich die Verbindung der beiden anderen Flügel. Vom Saal führt eine seiner vier Türen an der Westwand zur Schlosskapelle, deren dreiseitige Apsis merklich aus der Flucht der Außenfassade hervortritt. Die Kapelle ist mit einem dreiflügeligen Schnitzaltar aus der ersten Hälfte des 16. Jahrhunderts sowie einem bronzenen Taufbecken von 1620 ausgestattet.